# 日の出を探す盲目のオリオン
『日の出を探す盲目のオリオン』（ひのでをさがすもうもくのオリオン、仏: Paysage avec Orion aveugle cherchant le soleil、英: Blind Orion Searching for the Rising Sun）は、17世紀フランスの巨匠ニコラ・プッサンがキャンバス上に油彩で制作した絵画で、ギリシア神話の主題を持つ画家後期の風景画である。1658年にパリの会計検査官であったミシェル・パッサール (Michel Passart) のために描かれた
。作品は1924年にフレッチャー (Fletcher) 基金により購入されて以来、ニューヨークのメトロポリタン美術館に所蔵されている。

## 概要
本作の主題を扱った作品はほかには知られていない。プッサンは、ギリシアの作家ルキアノス (『邸宅について』27–29節) の中にある「盲目のオリオンはケダリオンを肩に乗せ、日の出る方向へと案内させた。朝日が彼の目を癒し始めた」というくだりを参考にしている。
背の高い美青年オリオンは、キオス島の王オイノピオーンの娘メロペーに求婚するが許されず、やがて彼女を犯してしまう。王は立腹して、オリオンを盲目にする。その後、オリオンは、「東に進めば、太陽の光を眼に受けて視力を回復するであろう」という神託に導かれ、ケダリオンという少年を肩に載せて進んでいった。そして、オーケアノスの果てまで辿り着いた後、オリオンを見たエーオース（暁）が彼に恋をし、彼女の兄ヘリオス（太陽神）がオリオンの目を治した。
オリオンはエーオースと恋に落ちるが、やがて月の女神ディアナと運命的な出会いをする。しかし、ディアナの兄アポロンは二人が関係を持つことに反対し、オリオンを殺そうとする。そして、最終的にオリオンは誤って射られたディアナの矢に当たって死に、天に上り星になった。これがギリシア神話によるオリオン座の起源である。
プッサンは、この神話について気象学的な解釈をしたナタレス・コメスの『神話解釈』 (1616年、VIII-13) も研究している。それによれば、オリオンは自然の中の水を表す寓意像である。彼の顔面から立ち上る雲 (雨に変わるもの) からそのことがわかる。やがてオリオンは雲の上に立つディアナ (月が地球の蒸気を集めて雨に変える力を象徴する) に殺され、天に上りオリオン座となる運命にある。そして、このオリオン座は、雨や嵐や雷を起こすことになっている。本作は、古典の神話と自然の脅威の両方に対するプッサンの関心を表しているのである。